# Grad (kut)
Grad ili gon (oznaka: g) rjeđe je korištena mjerna jedinica za veličinu kuta. Definirana je kao četiristoti dio punog kuta (360°), tj. 360° = 400g. Tako vrijedi i 1g = 0,9° = π/200 rad.
Grad je nastao kao dio metarskog sustava jedinica u doba Francuske revolucije u nastojanju da se sve jedinice decimaliziraju i standardiziraju. Svojedobno je metar bio definiran kao desetmilijunti dio udaljenosti od ekvatora do pola (uzduž meridijana). To je stvorilo neugodnosti pri pretvaranju geografske širine i dužine u udaljenosti jer je jedan stupanj iznosio 111,11 km. Izum grada olakšao je pretvorbe mjernih jedinica jer je jedan grad geografske širine iznosio točno 100 km.
Za razliku od ostalih metričkih jedinica grad nikad nije zaživio i zamijenio tradicionalni stupanj, a naposljetku 1960. nije postao dijelom Međunarodnog sustava mjernih jedinica (SI).